# スフバートル駅
スフバートル駅（スフバートルえき）は、モンゴル国のスフバートル市にあるモンゴル鉄道の駅である。

## 歴史
- 1949年 - ナウシキ - ウランバートル間が開通した。

## 所属路線
- モンゴル鉄道
  - モンゴル縦貫鉄道（幹線）：ナウシキ駅（ロシア）より29km、ザミンウード駅（中国国境）まで1088km、ヤロスラヴリ駅（モスクワ）より5925km、シベリア鉄道のウラン・ウデ駅より315km、北京駅まで1941km